# هارالد هالفورسن (لاعب جمباز فني)
هارالد هالفورسن (بالنرويجية البوكمول: Harald Halvorsen)‏ هو لاعب جمباز فني نرويجي، ولد في 3 مايو 1887 في كريستيانية في النرويج، وتوفي في 11 أغسطس 1965 في أوسلو في النرويج.

## وصلات خارجية
- هارالد هالفورسن على موقع أوليمبيديا (الإنجليزية)